# Trancheta
Se llama trancheta a una cuchilla que utilizan los zapateros para cortar el cuero. 
La trancheta es un instrumento que debe estar fabricado en acero al utilizarse para cortar cuero de todo tipo. Se trata de una hoja más o menos larga, terminada en un bisel de dos pulgadas muy acerada y cortante por un lado, con punta puntiaguda o roma y encorvado en su anchura para que permita atravesar el cuero. Muchas veces está envuelto en paño, cuero o tela para servir de mango de modo que llene la mano de quien lo utiliza, teniendo éste una longitud de 25 a 60 cm.
El mango está encorvado hacia la derecha pero también los hay que lo están hacia la izquierda para quienes trabajan con esta mano. Cuando hay necesidad de recurrir a una trancheta para cortar madera se usa el conocido con el nombre de trancheta de debastar que es un poco más fuerte que los otros al exigírsele mayor esfuerzo.